# 本気
| ウィキペディアには「本気」という見出しの百科事典記事はありません（タイトルに「本気」を含むページの一覧/「本気」で始まるページの一覧）。 代わりにウィクショナリーのページ「本気」が役に立つかもしれません。 |